# Taradale
 (janvier 2025).
Le contenu est difficilement compréhensible vu les erreurs de traduction, qui sont peut-être dues à l'utilisation d'un logiciel de traduction automatique.
 (janvier 2025).
La mise en forme du texte ne suit pas les recommandations de Wikipédia : il faut le « wikifier ».
Les points d'amélioration suivants sont les cas les plus fréquents :
- Les titres sont pré-formatés par le logiciel. Ils ne sont ni en capitales, ni en gras.
- Le texte ne doit pas être écrit en capitales (les noms de famille non plus), ni en gras, ni en italique, ni en « petit »…
- Le gras n'est utilisé que pour surligner le titre de l'article dans l'introduction, une seule fois.
- L'italique est rarement utilisé : mots en langue étrangère, titres d'œuvres, noms de bateaux, etc.
- Les citations ne sont pas en italique mais en corps de texte normal. Elles sont entourées par des guillemets français : « et ».
- Les listes à puces sont à éviter, des paragraphes rédigés étant largement préférés. Les tableaux sont à réserver à la présentation de données structurées (résultats, etc.).
- Les appels de note de bas de page (petits chiffres en exposant, introduits par l'outil «  Source ») sont à placer entre la fin de phrase et le point final[comme ça].
- Les liens internes (vers d'autres articles de Wikipédia) sont à choisir avec parcimonie. Créez des liens vers des articles approfondissant le sujet. Les termes génériques sans rapport avec le sujet sont à éviter, ainsi que les répétitions de liens vers un même terme.
- Les liens externes sont à placer uniquement dans une section « Liens externes », à la fin de l'article. Ces liens sont à choisir avec parcimonie suivant les règles définies. Si un lien sert de source à l'article, son insertion dans le texte est à faire par les notes de bas de page.
- La présentation des références doit suivre les conventions bibliographiques. Il est recommandé d'utiliser les modèles {{Ouvrage}}, {{Chapitre}}, {{Article}}, {{Lien web}} et/ou {{Bibliographie}}. Le mode d'édition visuel peut mettre en forme automatiquement les références.
- Insérer une infobox (cadre d'informations à droite) n'est pas obligatoire pour parachever la mise en page.

Pour une aide détaillée, merci de consulter Aide:Wikification.
Si vous pensez que ces points ont été résolus, vous pouvez retirer ce bandeau et améliorer la mise en forme d'un autre article.
Taradale est une banlieue de la ville de Napier, située dans la région de Hawke's Bay dans l’Île du Nord de la Nouvelle-Zélande.

## Situation
C’est une banlieue résidentielle à prédominance de classes moyennes et supérieures, localisée à 10 kilomètres au sud-ouest du centre de la ville de Napier, qui est aussi connue comme la « zone de Taradale ou Greenmeadows ».

## Population
Sa population était 16 599 habitants lors du recensement en 2006 en Nouvelle-Zélande, en augmentation de 972 résidents par rapport à celui de 2001.

## Fondation
Pour des centaines d’années, les collines dominant ce qui est maintenant la banlieue de Taradale furent le site de villages occupés par les Māori, et finalement la tribu des Ngāti Kahungunu.
Les colons européens commencèrent à s’installer dans le site de la ville de Taradale en 1850, et elle fut officiellement reconnue comme une ville en 1886.
C’était une ville de district de 1886 à 1953, et un borough de 1953 à 1968, quand elle fusionna avec la cité de Napier.
Le secteur de Taradale est le siège de quelques-uns des plus anciens et des plus réputés parmi les vignobles et des domaines vinicoles, de la Nouvelle-Zélande avec un patrimoine de la fabrication du vin datant des années 1850.

## Histoire

### Histoire des anciens moris
Il y a plusieurs centaines d’années dans le passé, il y avait un important pā (village fortifié) des Māoris sur la colline à l’angle sud du site actuel de la ville de Taradale.
Initialement c’était un double pā, dont la partie supérieure était appelé « Hikurangi » et l’arrière « Otatara ».
Il était occupé par une tribu connue sous le nom de « Tini-o-Awa ou Ngati Awa »,
Les terrasses du pā entouraient un secteur d’environ 100 hectares et il était le domicile d’environ 3 000 Māori.
Le pā était un site défensif excellent, situé à côté du fleuve Tutaekuri, qui était navigable avec des canoês à partir de la mer.
La nourriture était abondante, le flanc des collines était convenable pour la culture des patates douces ou kumara et la plupart des zones étaient soumises à la marée avec la présence de poissons, d’anguilles et de coquillages.
Le pā fut attaqué au début du XVIe siècle par la tribu des Ngāti Kahungunu sous la direction des chefs Taraia et Rakai-hiku-roa.
Ils venaient de Turanga, près de ce qui est maintenant la ville de Gisborne, et ils défirent le pa de Hikurangi.
Incapable de prendre le site de Otatara à cette époque, Taraia installa un nouveau pā au niveau de Pakowhai.
Quelque temps plus tard, il organisa une autre expédition et à nouveau assiégea Otatara.
La légende dit que Taraia attendit jusqu’à ce que les défendeurs soient à court de nourriture.
Il s’en alla alors, laissant un petit groupe dissimulé près d’un tas de fougères.
Les défendeurs envoyèrent deux hommes pour creuser à la recherche de racines de fougères.
Ils tombèrent dans l'embuscade et furent tués et leur place fut prise par deux hommes de Taraia.
Quand les défendeurs virent les hommes creuser, ils pensèrent qu’ils étaient du village de Otatara aussi à leur retour, ils ouvrirent les portes du pā et sortir pour aller les aider.
Les hommes de Taraia, les attaquèrent et les tuèrent comme de nombreux parmi les māoris locaux.
Le pā s’effondra alors et fut abandonné.
Avec les années, des mariages eurent lieu entre les māoris locaux et les Ngāti Kahungunu et la paix fut rétablie.
Aujourd’hui, le site du pa de Otatara est devenu un mémorial pour les Māori, qui furent si nombreux dans le secteur, il y a de nombreuses années.

### Histoire des premiers européens
Taradale a aussi un riche héritage, provenant de son rôle clé comme porte d’entrée initiale des routes vers l’intérieur des terres (comprenant Taupo, Auckland et Taihape) et vers les fermes et les zones de colonisation de ses terres élevées.
En 1851, Donald McLean (en) acheta à la couronne, le bloc dit de « Ahuriri », qui comprenait ce qui est de nos jours le bloc, qui rassemble les secteurs de Taradale et de Greenmeadows.
Vers le milieu des années 1850, les colons commencèrent à couvrir l’ensemble de la province.
Le recensement, qui se tient en 1856 montra que dans le secteur de Hawke's Bay, il y avait 1 057 hommes et 458 femmes.
Le gouvernement acheta le bloc de « Tutaekuri » en 1856, qui fut ensuite subdivisé avec le bloc de « Ahuriri », ainsi que le district de la rivière Meeanee et les offrit à la vente en avril 1857.
William Colenso acheta plusieurs lots de terres, un large bloc au niveau de Puketapu, Meeanee et ‘364’ près de Otatara.
Ces lots s’étendent de ‘Guppy Road’ jusqu’aux collines de Puketapu et furent limités par la ‘Great North Road’ (maintenant nommée ‘Meeanee/Puketapu Roads) et par le fleuve Tutaekuri.
Henry Stokes Tiffen (en) acheta la plupart des terres au nord de la route vers Puketapu et à l’ouest de ‘Guppy Road’ et a nommée sa prairie verte : (Green Meadows] d’après l’herbe native formée de danthonia, qui couvrent la région.

## Toponymie
Henry Alley vint dans ce secteur et loua les terrains de Colenso en 1858, nommant la zone Taradale.
On pensait au préalable que Alley appela la zone ainsi d’après le nom des collines de Tara, du Comté de Meath, en Irlande, où on supposait qu’il était né.
Toutefois, son bulletin de décès montre que Henry Alley n’était pas né dans le « conté de Meath » mais dans le « conté de ‘Queen' » en Irlande.
Il émigra vers le sud de l’Australie puis vers la région de Victoria, toujours en Australie, où il vécut dans le centre-ville de la ville de Taradale, qui était dans l’état de Victoria vers les années 1855, où lui et sa sœur achetèrent un certain nombre de lots de terre.
Henry Alley acheta ce qui était réputé pour être la première maison, quelque part dans la proximité d’’Alley Place’ et de ‘Lowther Place’.
école supérieure de Taradale (en) garde un lien avec les premiers jours de Taradale, son emblème incorporant la Broche de Tara.

### Gouvernance
En 1886, une pétition fut envoyée au « Gouverneur de la Nouvelle-Zélande », Sir William Francis Drummond Jervois, lui demandant de proclamer le district de Taradale comme un district de ville indépendant dans le cadre du « Town Districts Act » de 1881.
Le « Hawke's Bay County Council » confirma la pétition et le « Town District de Taradale » fut proclamé le deuxième jour de décembre 1886.
Un « Town Board » fut formé avec Mrs: John Drummond (Chairman), Robert Davidson, Richard Martin, Richard Neagle George Bradley.
Mr William Waterhouse devint le premier Town Clerk.
Taradale fut administrée par un « Town Board » de 1886 à 1963, et par le Conseil de Borough de 1963 à 1968

### Service militaire
L’histoire militaire de Taradale est typique des débuts des villes de Nouvelle-Zélande.
La proximité de la « Bataille d‘Omarunui » survenue le 12 octobre 1866, vit les colons et les maori locaux se joindre pour se défendre d’une attaque provenant la faction Hauhau.
Durant les Guerres Maori, les volontaires du district, les garçons et les filles partirent se battre en Afrique du Sud contre les Boers, et à nouveau lors de la Première Guerre mondiale, la Seconde Guerre mondiale et les autres engagements, où la Nouvelle-Zélande fut impliquée.

### Greenmeadows
Greenmeadows est une zone située à deux kilomètres au nord du centre de la ville de Taradale et qui fait partie intégrante de la communauté de Taradale.
Greenmeadows dès le début a été considérée comme une extension de Taradale plutôt qu’une commune séparée et Greenmeadows formellement devint une partie du district de la ville, qui était connu comme Taradale en 1941.
Ceci donne au secteur de Taradale et de Greenmeadows, qui est aussi simplement connu comme Taradale, ou Greendale pour les installations locales, une population grossièrement de 17 000 habitants.

### Vingtième siècle

#### Tremblement de terre de 1931
Avant le Séisme de 1931 de Hawke's Bay, Taradale et Greenmeadows étaient séparés de la cité de Napier, plus à distance par le lagon du mouillage et une zone de vasière liée à la marée, franchie par un pont à partir de 1874 et par le cordon de la ‘Taradale Road’.
D‘autres accès se faisaient par la route de la bande de sable côtière en direction de Awatoto, puis le village de Meeanee et la ‘ Great North Road (‘Meeanee Road’).
Ces barrières naturelles forcèrent le centre-ville de Taradale et les fermes des colons pionniers à développer une certaine indépendance, et à installer leurs propres installations, commerces et zones de loisirs.
De nombreux éléments de cet héritage historique persiste encore aujourd’hui aussi bien que les limites géographiques, « Anderson Park » et les taches vertes sur les bords de « Greenmeadows » forme les frontières visuelles, qui séparent Taradale et Greenmeadows du reste de la cité de Nappier.
Comme une conséquence du tremblement de terre de 1931, un rehaussement du fond de la mer ayant permis aux quartiers résidentiels de banlieues de Napier de s’étendre lentement vers le sud en direction de Taradale et de Greenmeadows au fur et à mesure que le marais fut mis en valeur.
Les bâtiments détruits par le séisme furent reconstruits dans style d’architecture Art déco, l’exemple étant l’hôtel de ville de Taradale et l’hôtel de Taradale (qui est maintenant un restaurant McDonald's).

#### Garden Borough
Taradale en 1960 était un des boroughs en croissance les plus rapides de la Nouveau-Zélande. Les détaillants l’ont considéré comme une bonne place pour établir des magasins avec une population en rapide expansion.
Les personnes localement furent fières pour leurs propriétés et Taradale, qui devint connu comme le Garden Borough.

#### Amalgamation
La fusion avec la cité de Napier avait été proposée et discutée pendant de nombreuses années, et les tenants de cette fusion étaient passés par un référendum en 1968.
La réunion finale du conseil de Borough se tint le 26 mars 1968 et Taradale devint une partie du « Napier City Council », même si malgré cela, la banlieue garda un esprit de communauté marqué.
Le dernier maire de Taradale fut Arthur Miller, un membre populaire et respecté de la communauté.
On en a gardé le souvenir pour son esprit au service du public, spécialement pour son action pour établir l’école de « Taradale Intermédiate » et école secondaire de Taradale (en).
Son support pour l’éducation fut reconnu en 1971, quand une nouvelle école située à ‘Guppy Road’ fut dénommée l’école Arthur Miller’.

### Histoire récente
Taradale a continué à s’étendre et à se développer, avec un taux de croissance actuel de 6,7 % bien au-dessus de celui de la région de Hawkes Bay, qui est de 3,9 % et de la ville de Napier, qui est de 3,2 %.
Comme les nouvelles subdivisions rencontraient une demande accrue pour des propriétés résidentielles de milieu ou haut niveau, il y eut plusieurs nouvelles subdivisions en développement en cours dans Mission Heights’, ‘Citrus Grove’ et ‘Kent Terrace’ avec plus de 1 400 lots résidentiels en progression.
Et une récente mise à niveau du centre-ville de Taradale est prévue pour le XXIe siècle, ainsi 3,5 millions de $ des fonds du conseil ont été attribués pour entreprendre la rénovation incluant les jardins, les rues et les passages piétons relié aux zones de trafic plus lent et améliorer les accès publics.
Un plan révisé des parkings forme une partie de la stratégie d’ensemble comme l’est d’autres intégrations ultérieures avec les espaces verts publiques et les services tels que la bibliothèque.

## Gouvernance
Le conseil de la cité de Napier a organisé la ville en 4 wards –
Le ward de Taradale comprend Taradale, Greenmeadows, Poraiti, Meeanee et Awatoto, tout comme l’ancien district de Taradale.
Les conseillers représentant le ward de Taradale sont Graeme Taylor et Kirsten Wise.

## Géographie
Taradale est habitée de façon prédominante par les classes moyenne et supérieure de la société du centre-ville, nichée contre les flancs des collines de Taradale à dix minutes de voiture du centre et des destinations touristiques de Napier.
Elle possède près d’un tiers de la population de Napier, et un des plus hauts profils socio-économiques du secteur de Hawke's Bay.
L’habitat résidentiel reflète des décades de style de design, à partir de villas de type art déco.
Les premières maisons sont aussi éparpillées autour du centre-ville.
Les maisons situées sur les zones élevées des collines vers l’ouest de la ville ont une bonne vue sur l’ensemble de Hawke's Bay, cap Kidnappers et la plaine de Heretaunga.
De nombreux résidents de Taradale vont tous les jours travailler au centre-ville de Napier ou à Hastings et préfèrent un mode de vie rural ou suburbain plutôt que le mode de vie urbain du centre de la cité.
Gloucester Street, la principale rue et zone commerciale a de nombreuses boutiques de détail, qui sont contenues de façon prédominante dans la partie supérieure, très active de la rue haute traditionnelle.[Quoi ?]
Le Village de Taradale est une destination avec ses boutiques de shopping, ses cafés et son atmosphère culturelle.
Gloucester Street est à deux kilomètres des domaines vinicoles de Church Road et est parfaitement située pour bénéficier de l’afflux régulier des visiteurs généré par l’attrait de ses caves viticoles.

## Domaines Vinicoles

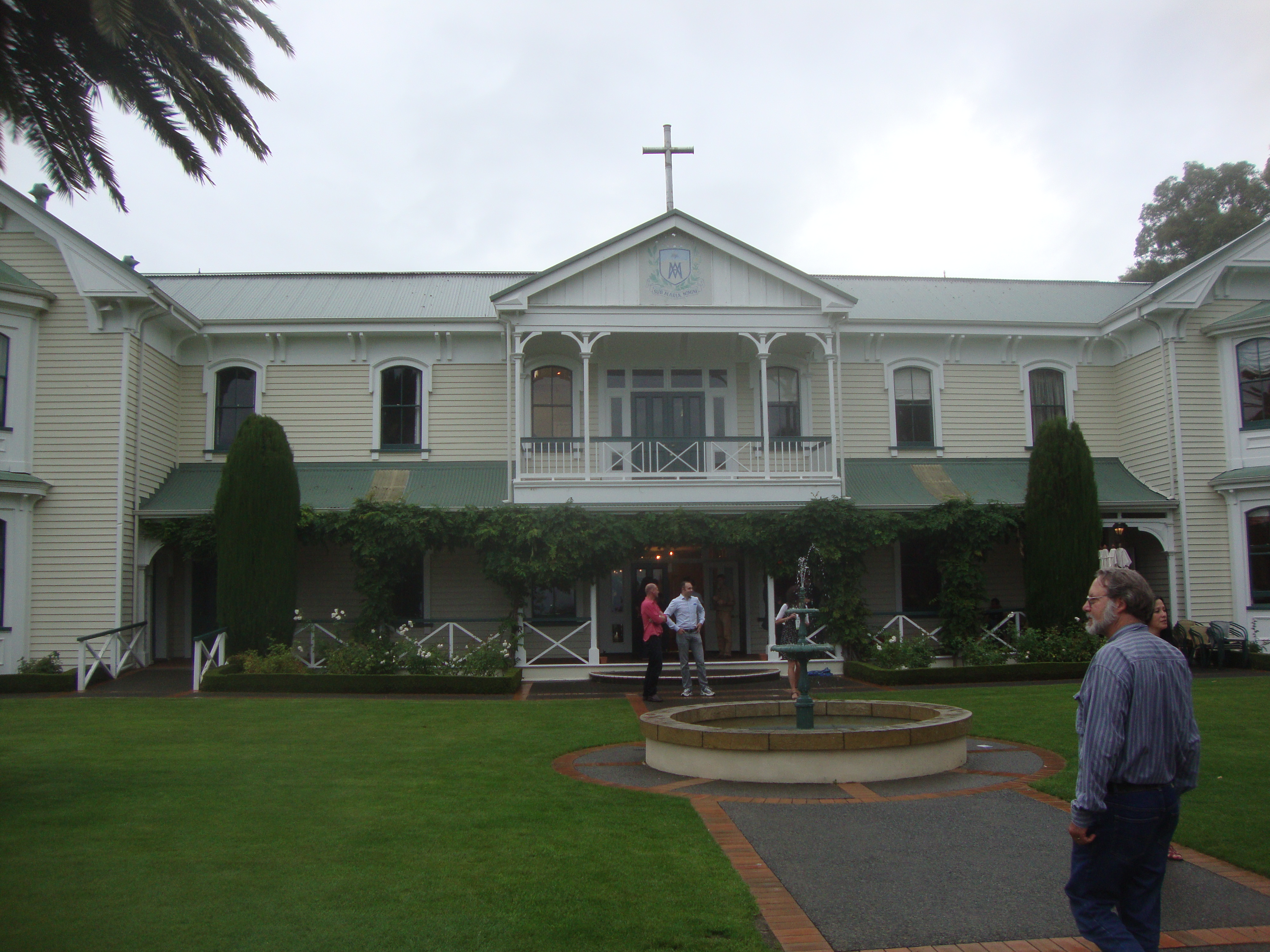
Le Domaine vinicole de l’établissement de la Mission– une des nombreuses caves du secteur.

Taradale est une porte d’entrée pour quelques-unes des caves les plus anciennes et réputées de la Nouvelle-Zélande.
Le secteur est riche en héritage de la fabrication du vin depuis les années 1850.
Deux des plus fameux domaines vinicoles de la Baie de Hawkes : Mission Estate (en) et Church Road Winery, attirent ensemble plus de 300 000 touristes chaque année.
« Mission Estate Winery » fut fondée en 1851 et occupe son site actuel dans ‘Church Road’ depuis 1897.
C’est le plus ancien domaine vinicole de Nouvelle-Zélande encore en fonctionnement,, en est une attraction touristique.
Les missionnaires Français de la Maristes ont établis leur mission Mariste de Hawke's Bay à ce niveau de Patutahi en 1851.
La mission fut déplacée vers la banlieue de Meeanee en 1858 et un domaine vinicole y fut établi pour produire du vin de sacrement et du vin de table avec une église avec une école, qui fut construite peu après.
En 1880, deux caves à vins furent construites au niveau du séminaire (en).
À la suite de l'inondation de 1887, une propriété de 800 acres (325 hectares située dans ‘Church Road’ fut acheté à Henry Tiffen (en) et un nouveau domaine vinicole y fut fondé.
Certains des terrassements originaux peuvent encore être vus sur les flancs de la colline utilisés pour les Concert de la Mission, qui se tiennent chaque année en février.
En 1910, le bâtiment du Séminaire du Mount St. Mary (en) fut déplacé de Meeanee vers la localisation présente de la Mission sur ‘Church Road’.
Il fut divisé en 11 sections et roulées sur des troncs tirés par des engins mécaniques, une opération, qui prit deux jours.
Un bloc de logements fut construit et ouvert en février 1931.
Le jour suivant, le tremblement de terre de Hawke's Bay survint, causant de sérieux dommages à l’ensemble de la Mission.
2 prêtres et 7 étudiants furent tués quand la chapelle en pierre.
Les bâtiments du séminaire furent remis en état au début des années 2000 pour accueillir un restaurant et des pièces de fonction.
Actuellement:la Mission est un lieu réputé pour les mariages.
Le « Church Road Winery », autrefois le domaine vinicole de McDonald, fut fondé en 1897 par Bartholemew Steinmetz, le beau frère d’un Mariste de la mission, et est l’une des plus anciennes caves de la Baie de Hawke.
Certaines des plus illustres années se sont passées sous la direction du pionnier vigneron Tom McDonald (en), maintenant largement connu comme le père de l’industrie du vin premium de Nouvelle-Zélande.
Le bâtiment de la cave vinicole a dans les années récentes octobre 2018 été rénovée et comprend un restaurant et une pièce de fonction.
Un musée du vin abrite en sous sol, les traces de l’histoire et de techniques de la vinification.
Avec la croissance de l’industrie du vin dans la baie de Hawke, le nombre de domaines vinicoles a augmenté.
Les autres caves dans le secteur comprennent ‘Brookfield's Vineyards’, ‘Dobel Estate’ est situé sur les berges de la rivière Tutaekuri,
‘Moana Park Winery’ derrière les collines de Taradale et ‘Tironui Estate’ sont nichés juste sous Sugarloaf hill.

## Repères
- War Memorial Clock Tower

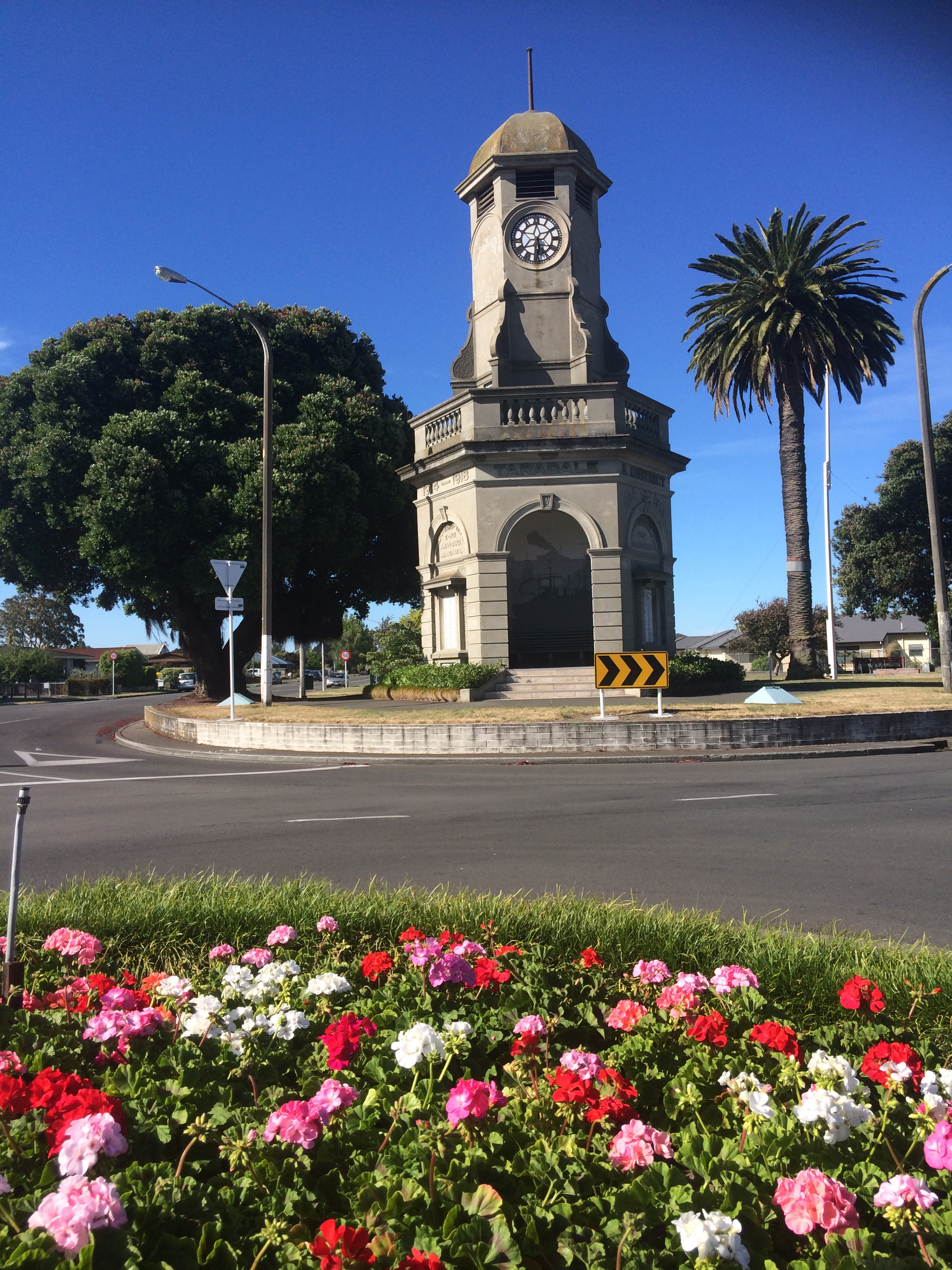
La tour de l’horloge

La tour de l’Horloge de Taradale fut construite en 1923, comme un mémorial de la Première Guerre mondiale pour la ville de Taradale et le district alentours.
La tour est située à l’endroit où plusieurs routes convergent et est un repère proéminent. Conçue par John Ellis et construite par Mr AB Davis, la tour hexagonale s’élève à une hauteur de 15 m.
La tour fut inaugurée en 1923 par l’amiral « Viscount Jellicoe », gouverneur général de la Nouvelle-Zélande.
À la suite du tremblement de terre de 1931, la tour a présenté une inclinaison de 2 pieds (0,6096 mètres) mais fut réparable pour John Ellis.
En 1997, les peintures murales décrivant les trois branches de l’armée furent peintes par Brenda Morrell.
- Ormlie Lodge

La loge d’Ormlie fut construite par William Nelson (en) en 1899, comme cadeau de mariage pour sa fille Gertrude et son gendre Hector Smith.
Le tremblement de terre de 1931 endommagea la maison de façon extensive, forçant les Smiths à quitter cette maison pour deux deux années alors qu’elle fut réparée pour le coût de 1764 £ (GB pounds).
Gertrude et Hector, qui avait quatre filles, vécurent l’ensemble de leur vie commune dans cet établissement.
Gertrude mourut en 1955.
Hector resta dans la villa encore sept ans avant de la vendre en 1962, juste avant sa mort à l’âge de 93 ans.
Le nouveau propriétaire transforma la maison en hôtel privé, et les étables furent converties dans le plus fin restaurant de la Baie de Hawkes Bay durant les années 1960.
Pour les 20 années suivantes, le gracieux bâtiment de ferme passa dans de nombreuses mains avec des propriétaires différents.
En 1985, le feu détruisit le restaurant installé dans les écuries.
La maison principale elle-même ne fut pas touchée par le sinistre.
Le « Restaurant des écuries » ne fut jamais reconstruit.
Peu après l’incendie, les nouveaux propriétaires du logement, le rénovèrent dans sa gloire antérieure et ils engagèrent les services du fils du constructeur initial pour construire une élégante salle de bal, qui est maintenant un lieu de mariages, de conférences et d’autres fonctions.

## Installations

### Bibliothèque de Taradale
Quand la ville de Taradale fusionna avec celle de Napier en 1968, la bibliothèque de Taradale devint une branche de la bibliothèque de Napier ;
les services joints des bibliothèques ont été appelés "Napier Libraries" depuis leur changement d’intitulé en 2008.
La bibliothèque de Taradale était localisée dans un bâtiment situé sur ‘Gloucester Street’ jusqu’en 1995, quand elle se déplaça vers une nouvelle extension de l’ancien Rugby Club Rooms sur ‘White Street’.
Une étude de 2007 recommanda que le bâtiment de la bibliothèque soit étendu pour atteindre une surface totale au sol de 1 275 m2.
La reconstruction actuelle et l’élargissement du bâtiment de la bibliothèque de Taradale ouvrit le 13 juillet 2009.
La mise à niveau de 1,7 millions de $ fournit de la lumière et de l’espace pour le bâtiment, qui accueille pour les besoins de réunion d’informations, d’éducation et de loisirs les groupes pour tous les âges.
Le nouvel aspect de la bibliothèque en fait l’installation la plus remarquée dans ‘White Street’, avec des sièges confortables et des fenêtres extensives, qui tirent avantage de la vue sur le ‘Parc du Centenaire’ de Taradale.

### Pettigrew Green Arena
Pettigrew Green Arena (en) est une importante installation, qui peut accueillir des épreuves sportives petites ou importantes, des concerts et des foires.
Elle a un gymnase, un terrain de squash / badminton, un parquet de yoga et d’entraînement aux jeux de ballon.
Elle abrite aussi l’office du sport de la région de Hawkes Bay, qui aide à la promotion du sport pour les personnes jeunes, organisant des jeux et des compétitions avec un service offert aux jeunes enfants pour les aider à adopter une vie plus saine, ainsi que des programmes pour les adultes.

### Réserve de Loisirs de Tareha
Tareha Recreational Reserve est un terrain de sport et de loisirs situé à l’extrémité sud de la ville de Taradale, près des berges de la rivière Tutaekuri.
Le terrain fut initialement en 1917, considéré comme une réserve de la Couronne, comme une partie de la réserve de protection du sol et du contrôle de la rivière.
Le terrain fut séparé du lit de la rivière par la construction d’une digue en 1970.
Sa propriété passa du « Hawke's Bay Catchment Board » au « Hawke's Bay Regional Council », et durant cette période, il fut utilisé comme nurserie et pour le stock de pelouse.
En 1992, le « Taradale Rugby Club » approcha le Conseil régional en demandant à louer le secteur comme terrain de jeux.
Les négociations, qui suivirent, virent le transfert des terrains à la cité de Napier pour être développés comme réserve de loisirs du fait de l’expansion rapide de la zone urbaine de ‘Taradale-Greenmeadows’.
Le nom du parc commémore : Tareha Te Moananui (en), un leader tribal Landmarks et membre du Parlement, qui vivait à proximité de la ville d’Waiohiki.

### Parc Island
‘Parc Island’ est un terrain de sports et de loisirs situé au nord de la ville de Taradale, à cinq minutes en voiture de la banlieue voisine de  Tamatea.
Il est largement utilisé pour les évènements sportifs locaux, régionaux et nationaux, en particulier pour le football, le hockey et le rugby.

## Parcs et réserves
- Sugar Loaf

La colline de 127 m de haut, connue sous le nom de Sugar Loaf ou Pukekura domine la ligne d’horizon des collines de l’ouest au-dessus de la banlieue de Taradale et est de forme bien distincte, pouvant être vue de toute la ville de Taradale et d’une partie de Napier.
Au sommet de la colline, il y avait autrefois un Pa nommé :de Pukekura Pa, qui était un avant-poste du Pa d’Otatara et du Pa d’Hikurangi, construits et occupés à la même époque.
Mr G Halliwell acheta la colline et les terres alentours à Henry Tiffen en 1980.
Il a toujours été un point de focalisation pour les loisirs et un symbole du secteur de Hawk’s Bay probablement du fait de la magnifique vue à 360 degrés sur la Baie de Hawke que l’on a à partir du sommet.
Dans les années 1920, ce fut le site d’un clair de lune particulièrement populaire parmi les plus jeunes et dans les années 1930, une course de motos se déroulait dans Taradale à chaque fête de Pâques et la section de la montée de la colline amenait les coureurs à se tenir debout sur les pentes raides de Sugar Loaf.
La colline n’a pas échappé sans dégâts au tremblement de terre de 1931.
Le domaine vinicole de ‘Church Road’ du vigneron Tom McDonald renommé vit le sommet de la colline, s’élever dans les airs puis s’affaissa d’une hauteur estimée à 7 pieds'.
La famille Halliwell donna le sommet et la zone alentours en 1980 pour qu’elle soit conservée comme une réserve.
La vue vers l’est à partir du sommet couvre la zone de Napier-Taradale et une grande partie de la plaines d'Heretaunga, alors que vers l’ouest, la vue comprend les chaînes de chaîne Ruahine et de Kaweka.
Le sentier vers le sommet est raide, en particulier du côté de l’entrée de « Cumberland Rise ». La randonnée est graduée de modérée à difficile.
Des précautions doivent être prises dans les conditions humides.
La chaîne des collines de Taradale sont divisées en quatre parties.
Les collines couvertes de pins des hauteurs de la Mission, le « Sugarloaf » d’aspect distinctif, les collines de la Réserve de Dolbel/Puketapu et les pentes raides des collines de la ville d’Otatara.
- Réserve historique du Pa d'Otatara

Localisée sur un site de collines commandant le sud de Taradale, Otatara Pa est classé parmi les sites archéologiques les plus importants de la Nouvelle-Zélande à l’intérieur des zones de l’histoire Maori, le site original des iwi d’Otatara et de Hikurangi pa est de 33 hectares de la réserve historique formée 25 ans plus tôt.
Kaitiaki (gardiens) d’Otatara, des Ngati Paarau de Waiohiki ont conclu un partenariat avec le département de la conservation} pour le développement et l’aménagement de la réserve Maori, qui occupait le monticule dès le XVe siècle et ce fut là que les Ngati Kahungunu gagnèrent un pied dans la Plaines d'Heretaunga et s’étendirent pour devenir l’iwi dominante dans la baie de Hawke's et du secteur de Wairarapa.
Le reste des maisons en terrasse et des puits à nourriture peuvent toujours être vus et des travaux de restauration ont compris des plantations d’arbres, des palissades et des totems (en) marquant les limites des terres, les postes sculptés symbolisant la relation avec les iwi maoris}, les happus et les domaines des terres maoris.
Suivant le trajet sinueux du chemin de randonnée, les marcheurs peuvent apprécier les qualités défensives naturelles.
Les sentinelles se dressant au-dessus de la Plaines d'Heretaunga vers le sud, les deux Pas étaient protégés des attaques par des falaises, avec des embouchures abruptes et une forte chute au dessus du fleuve Tutaekuri.
- Dolbel Reserve

La Réserve fut dénommée d’après les frères Philip et Richard Dolbel, qui vinrent de Jersey en Nouvelle-Zélande en 1855, les terrains de fermes, qu’ils possédaient comprenant Dolbel Reserve.
La réserve couvre 18 hectares de terres plates mais aussi des zones de collines et un chemin jusqu’au sommet donnant une vue étendue sur la Baie de Hawke' à partir de la péninsule de Māhia vers cap Kidnappers.
Il y a approximativement 10 km de sentiers sur la partie plate et qui grimpe sur le sommet des collines par les pentes ouvertes et à travers les ravins couverts de plantations natives.
En 1991, le Rotary Club de Taradale reprit le projet de création d’un parc arboré sur la réserve, qui est la propriété du conseil sous le guide de l’ancien Napier Council Parks et la Reserves Manager Don Bell.
Le projet du Rotary était d’établir un parc du mémorial formé d’arbres pour l’usage libre de la communauté avec des personnes capables d’arranger une plantation d’arbres pour marquer la tombe d’une famille importante.
- Anderson Park

Le Parc Anderson couvre une surface de 40 hectares et est situé sur ce qui était autrefois le terrain de course de chevaux de la propriété de Henry Tiffen.
Le « Napier Racing » avait établi son quartier général ici en 1886 et les courses continuèrent jusqu’en 1961.
Plusieurs criques d’eaux salées utilisées lors des courses de chevaux, qui traversent le secteur et dont le tracé doit toujours être redéfini dans le cadre des contours du parc.
Le plus grand bassin était utilisé comme "borrowing pond" (étang d’emprunt), l’argile ayant été draguée et étalée autours tout droit à chaque saison jusqu’au sommet.
En 1931, un large espace fut utilisé comme terrain pour l’hôpital pour faire face à l’afflux des blessés du tremblement de terre.
Après que les stands aient été démolis, les décombres, plutôt que d’être retirés, furent consolidés et recouverts d’herbes, formant maintenant une petite butte sur le coté sud du parc.
L’un des blocs des écuries originales a été préservé dans l’angle ouest du parc, aujourd’hui utilisés pour le stockage du service du département des Parcs et Réserves.
Le parc pourrait être devenu un lotissement résidentiel mais fut acquis comme terrain de loisirs en 1962 par le « Napier City Council »et a été développé en espace agréable dans son état actuel.
À sa mort en 1962, Mr Haskell Anderson,le donateur d’après, qui le parc fut dénommé, il fut honoré comme fondateur d’une grande maternité, par le « Napier City Council’» ayant permis d’établir le « JN Anderson Family Endowment Fund » pour la plantation d’arbres.
- Taradale Domaine et Parc du Centenaire

Le « Taradale Park » fut ouvert en 1916 sur des terres en bail, à l’origine achetées par le « Taradale Borough Council » et avec les années, qui sont devenues une des installations principales de la communauté.
Une roue à aubes située sur l’eau fut érigée par le « Rotary Club » en 1968.
La roue fut à l’origine construite en 1920 et fut utilisée pour produire de l’électricité pour une maison privée.
« Taradale Park » est le siège de la « Taradale Sports Association » qui comprend : le club de Cricket de Taradale, le « Napier Harriers Club », le « Greendale Tennis Club » et le « Taradale Association Football Club ».
La bibliothèque de « Taradale Public Library » et le parking associé sont maintenant sur un terrain séparé en dehors du Parc du Centenaire.
Le coin sud de la réserve fournit une zone de jeux pour les enfants et une piste de « skateboard bowl ».
Le jardin d’enfant de « Taradale Kindergarten » et le centre de rencontre de « Taradale Friendship Centre » sont aussi établis au sein de la réserve.
Une zone de loisirs passifs : l’extension à l’ouest du Parc du Centenaire est très arborée et comporte un jardin de rose et de plantes d’eau.

## Éducation
Taradale possède plusieurs écoles avec un taux de décile allant de 7 à 10, comprenant les écoles de Arthur Miller, Bledisloe, Fairhaven, Greenmeadows, Reignier Catholic, Taradale Primary, Taradale Intermediate, St Joseph's Māori Girls' College (en) et école secondaire de Taradale (en).
Le EIT (en) toujours en développement, qui fournit un choix de diplômes et de degrés de qualifications.
Il y a aussi plusieurs écoles préscolaires comprenant Greenmeadows, Riversdale, Taradale Rudolf Steiner et Taradale Kindergarten.